# Montgomery Scott
Montgomery „Scotty” Scott este un personaj fictiv din franciza Star Trek. Montgomery Scott este un inginer scoțian. Prima oară a fost interpretat de James Doohan în Star Trek: Seria originală. Personajul mai apare și în seria Star Trek: Seria animată, în șapte filme de lung metraj Star Trek, în episodul Relics din Star Trek: Generația următoare și în numeroase cărți, benzi desenate și jocuri video. Simon Pegg a interpretat rolul lui Montgomery Scott în filmul din 2009 Star Trek. 